# En suite
En suite (fransk "i følge, efter hinanden") er et fagudtryk, der beskriver den ene af tre mulige måder at strukturere et teaters produktions- og kalenderplanlægning. De to andre planlægningsformer hedder repertoireplanlægning og gæstespilsplanlægning. Ordene er franske, men udtrykket er lånt til dansk teaterfagsprog fra tysk.
En scene med en suite-planlægning vil altid kun vise en produktion ad gangen og færdiggøre denne produktions spilleperiode, før den næste produktion følger efter. Typisk – men ikke altid – vil et en suite-teater primært benytte sig af freelance-skuespillere, -dansere eller -sangere, hvor et teater med repertoireplanlægning næsten per definition har fast ansatte optrædende – et såkaldt ensemble.
I Danmark fungerer langt de fleste teatre som en suite-teatre.

## Anden betydning
Udtrykket bruges i hotelverdenen og i beskrivelsen af boliger om en række sammenhængende værelser, fx "tre stuer en suite".